# Avrainvillea obscura
Espèce
Avrainvillea obscura est une espèce d'algue verte de la famille des Udoteaceae.